# متئورا
متورا (به یونانی: Μετέωρ) معروف به صخره‌های معلق یا معلق در هوا یا در آسمان بالا از نظر لغوی شبیه به کلمه "Meteorite"به معنی شهاب سنگ می‌باشد. مته او را یکی ازبزرگترین و مهم‌ترین مجموعه‌های کلیسای ارتدکس یونان است که دومیش فقط در کوه آثوس است. این ۶ صومعه روی ماسه سنگ طبیعی ستون‌هایی سنگی در شمال غربی لبهٔ دشت تسالی در نزدیکی رودخانهٔ پاینس و کوه‌های پینداس در یونان مرکزی ساخته شده‌اند. نزدیک‌ترین شهر به متورا شهر کالامباکا است. متورا در سال ۱۹۸۸ در لیست میراث جهانی یونسکو ثبت شده‌است.

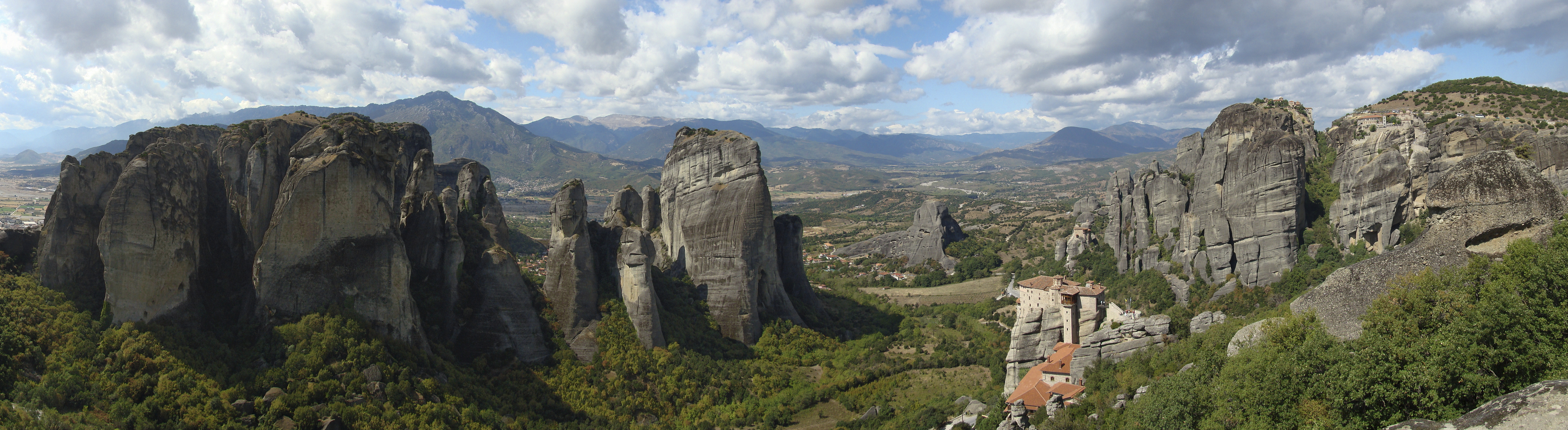

## نگارخانه

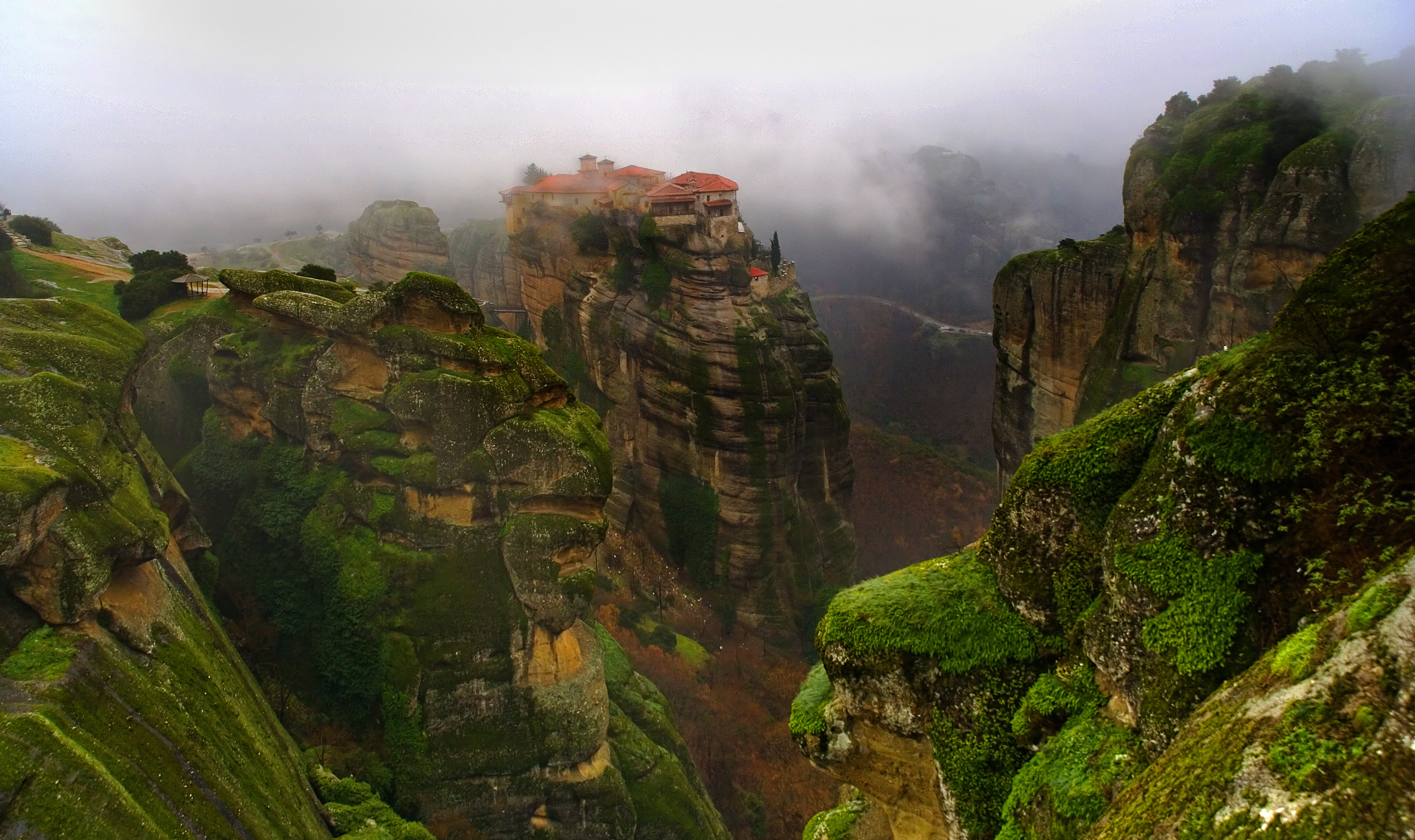
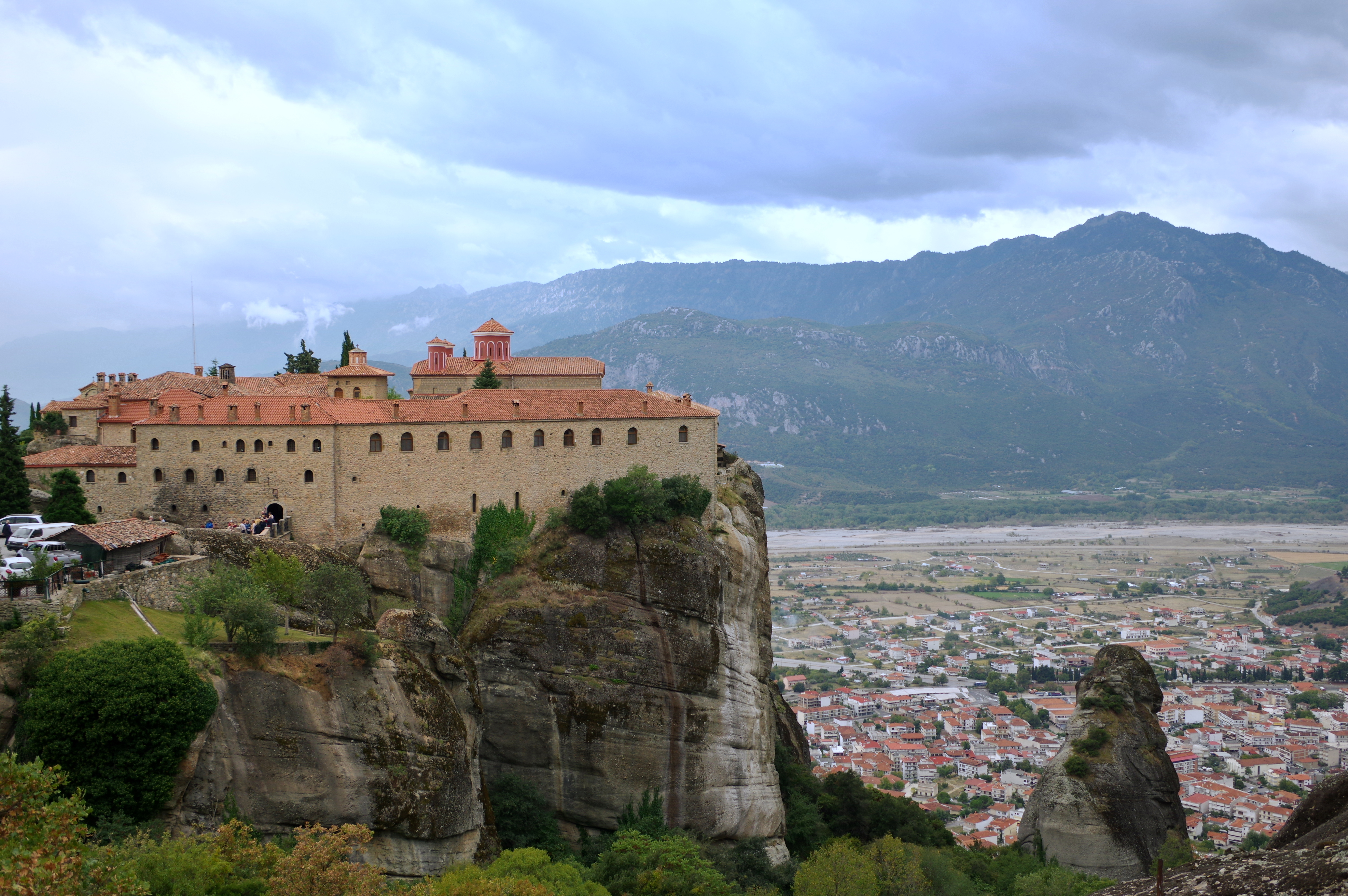
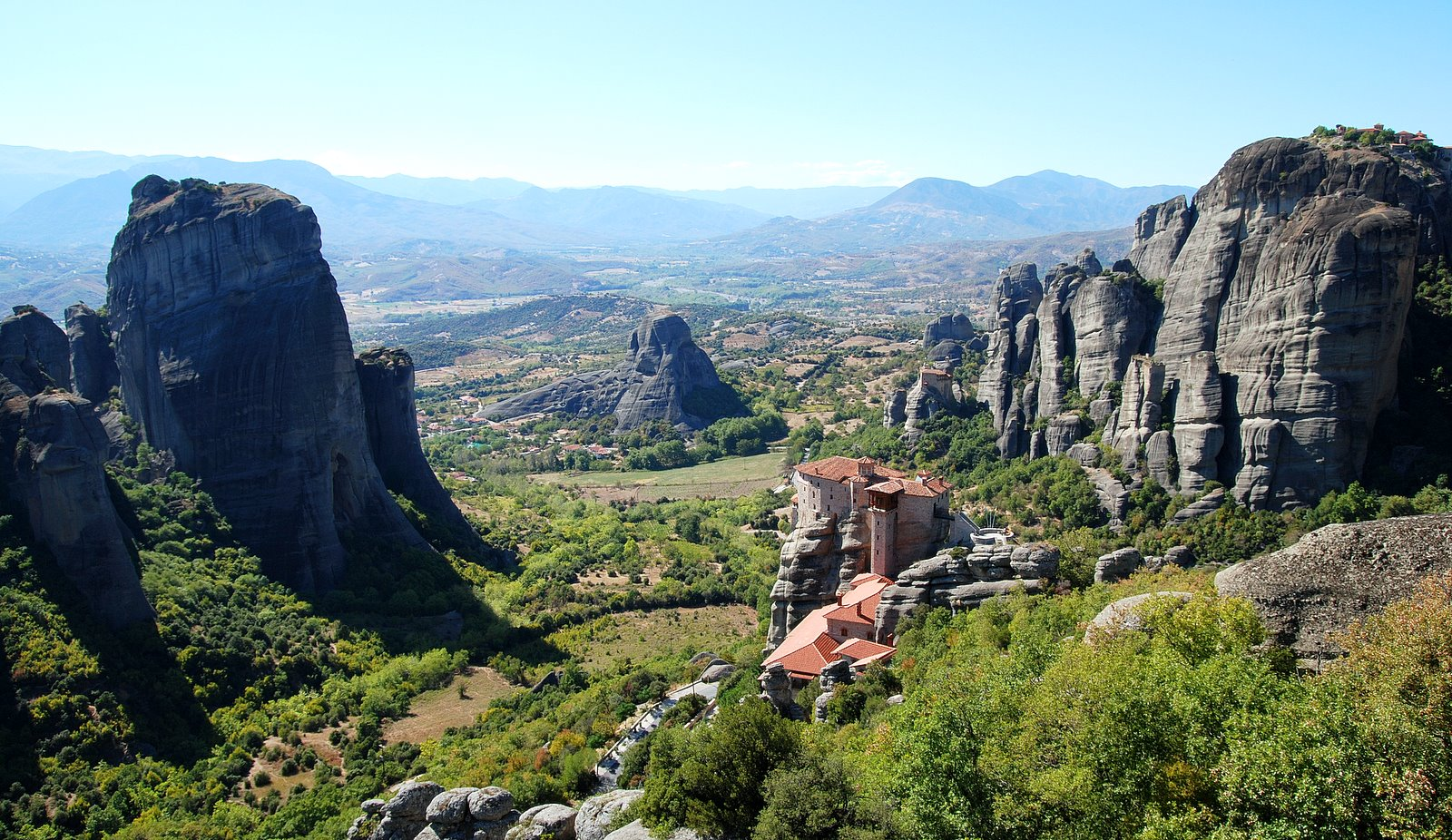
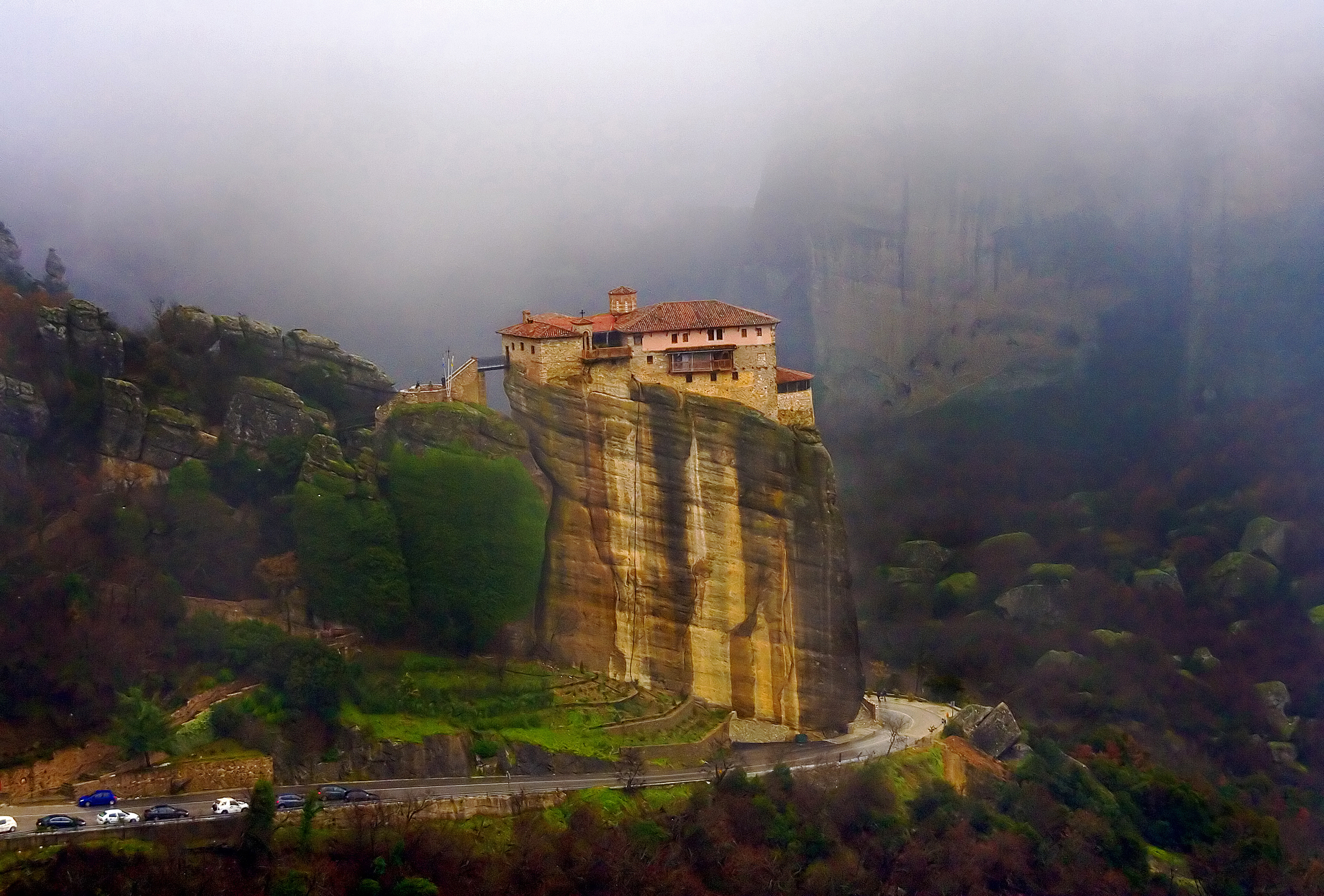
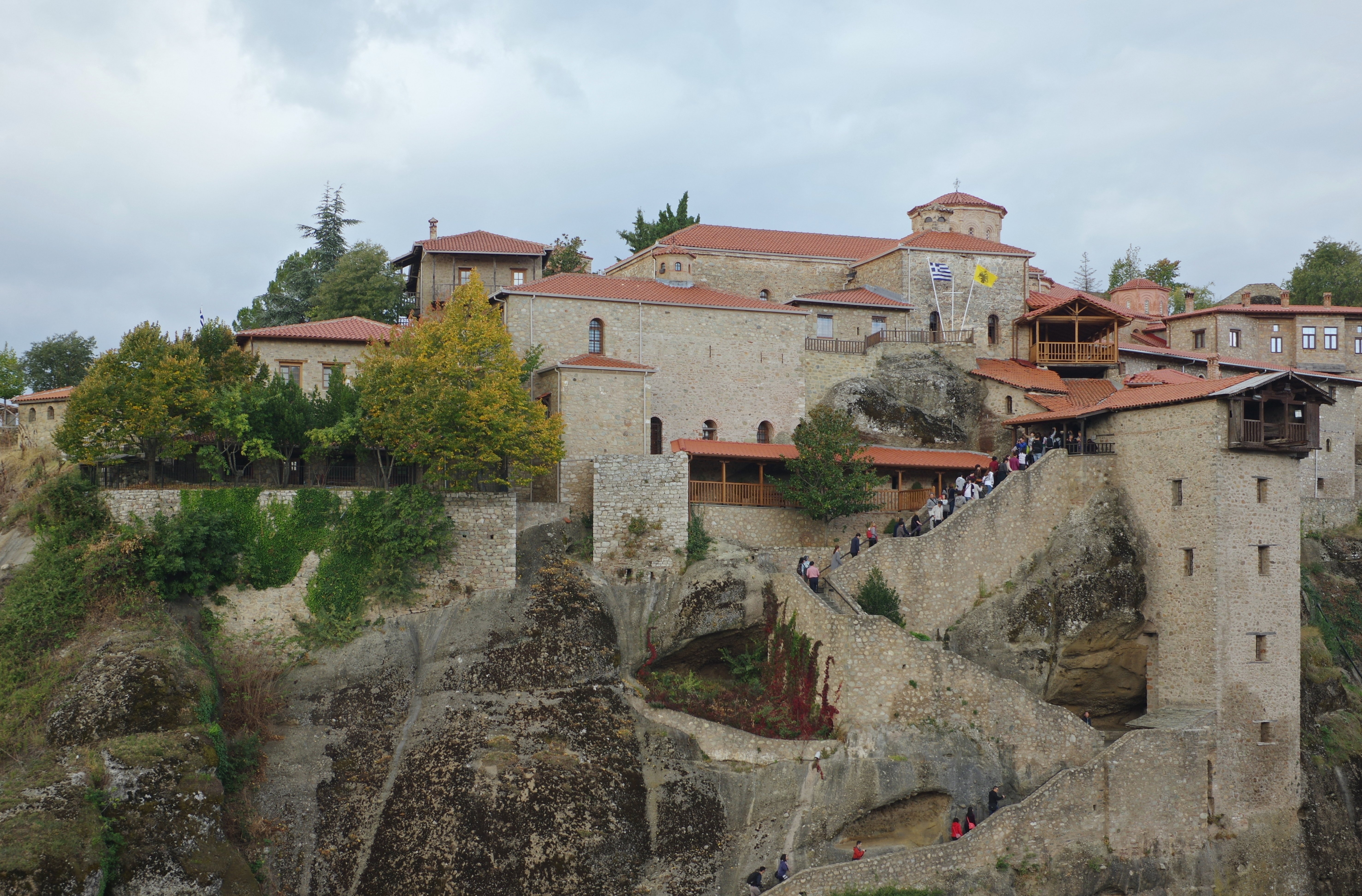
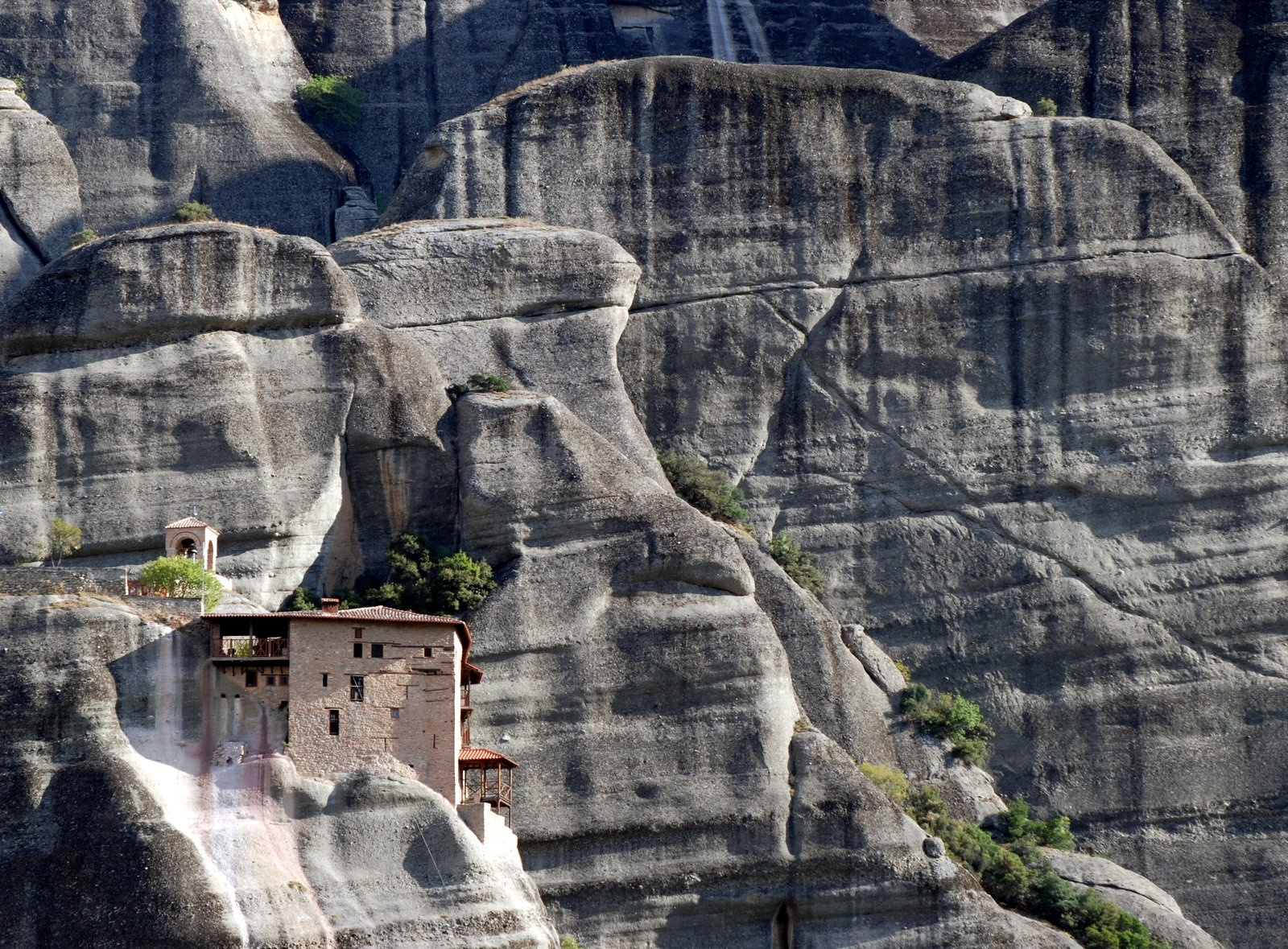
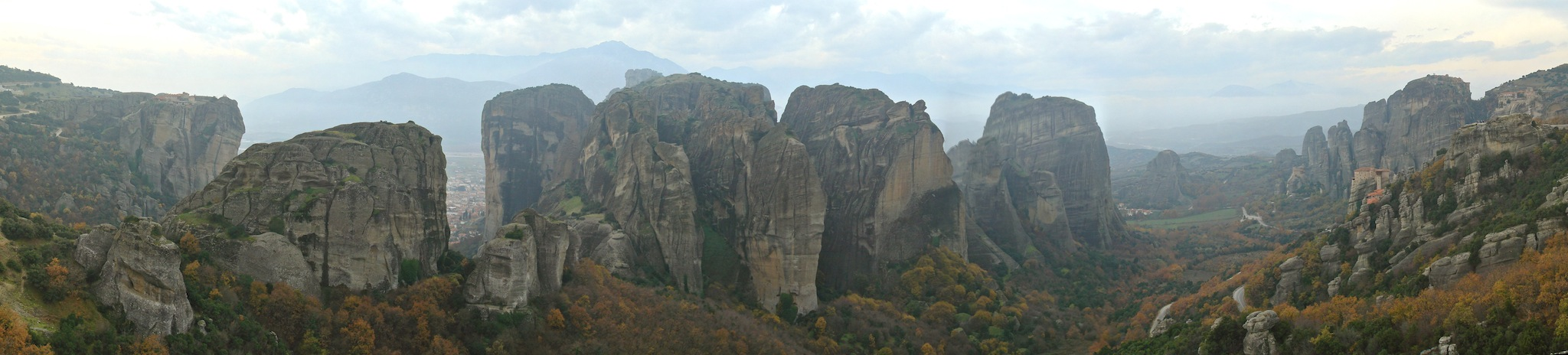
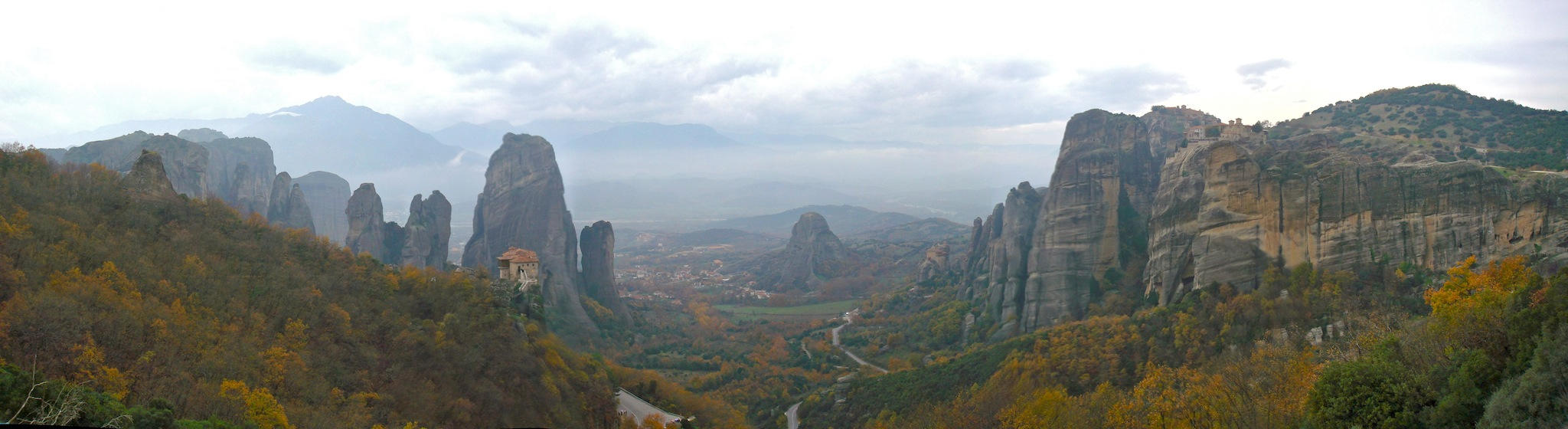
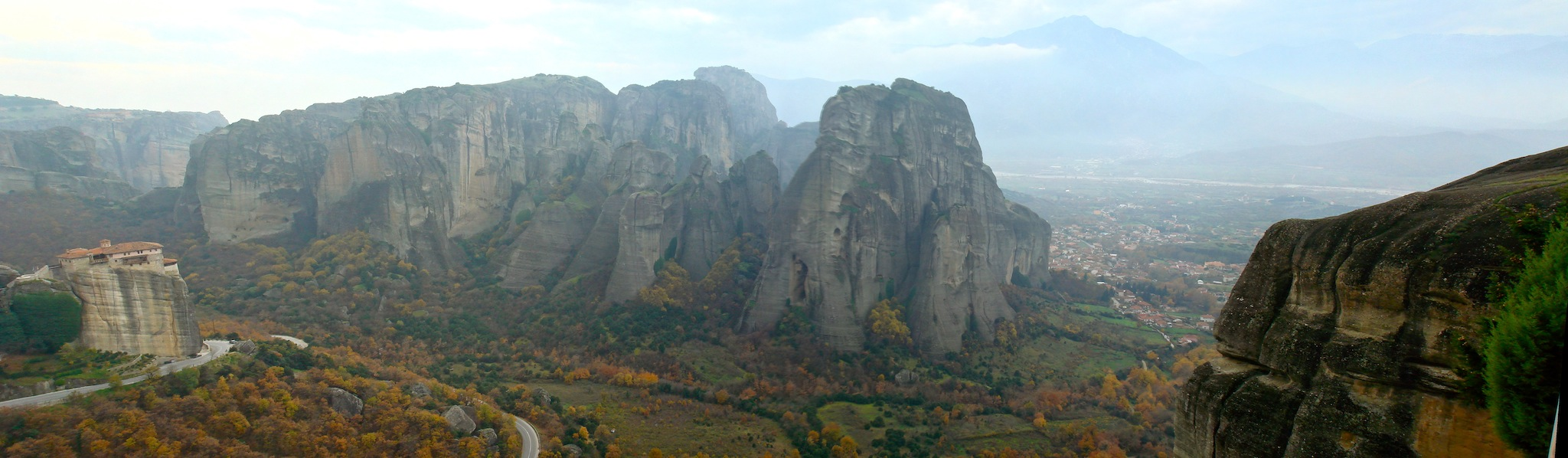
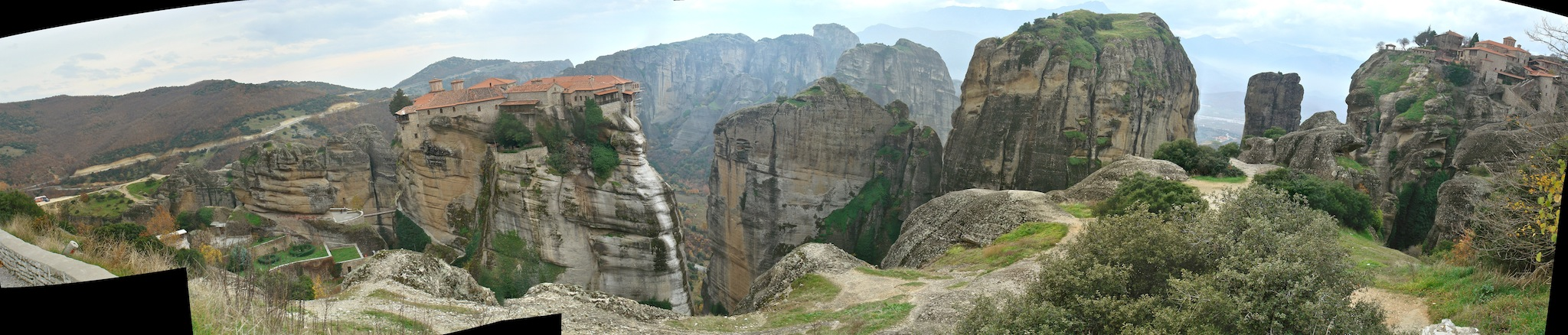
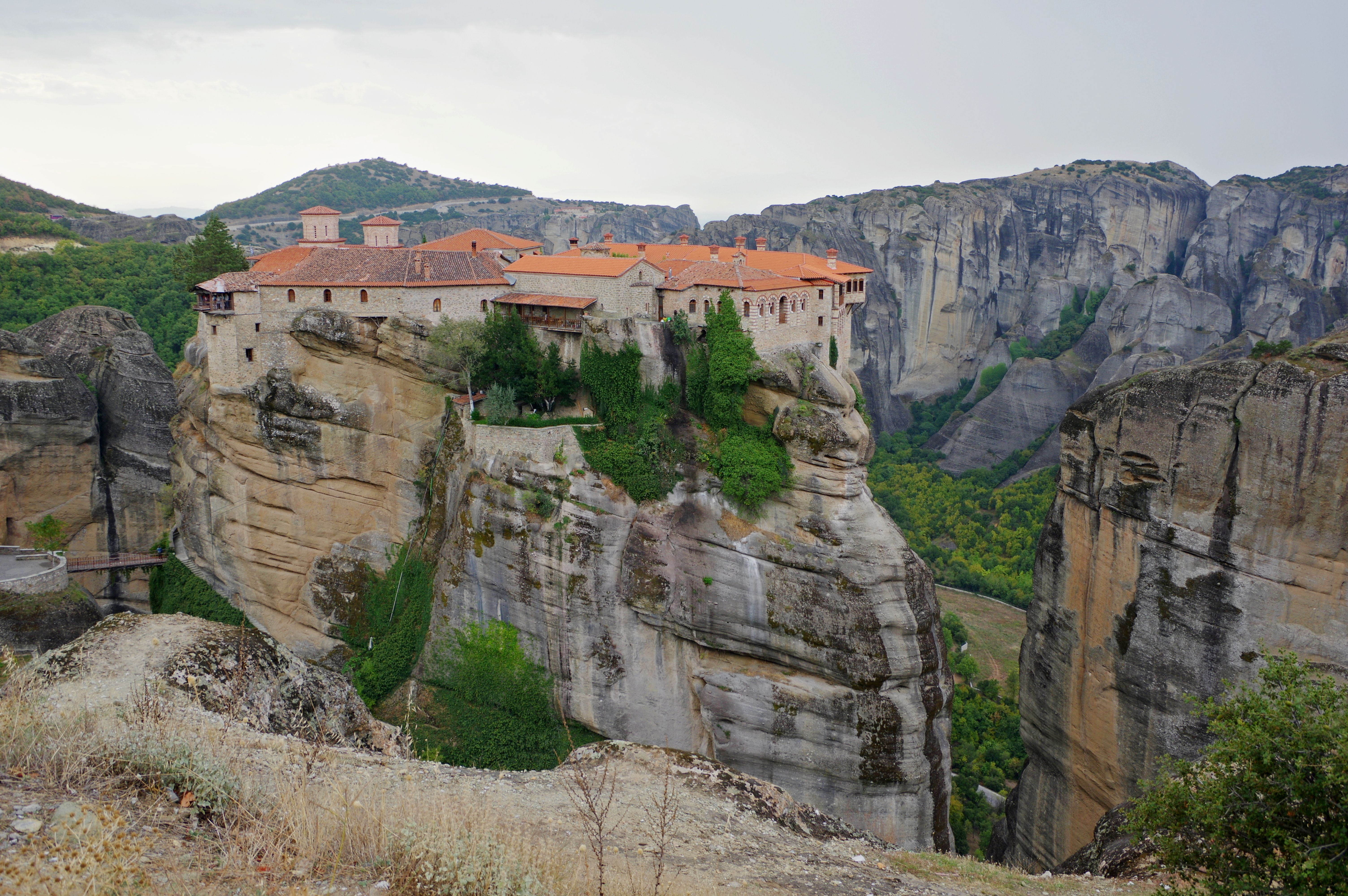
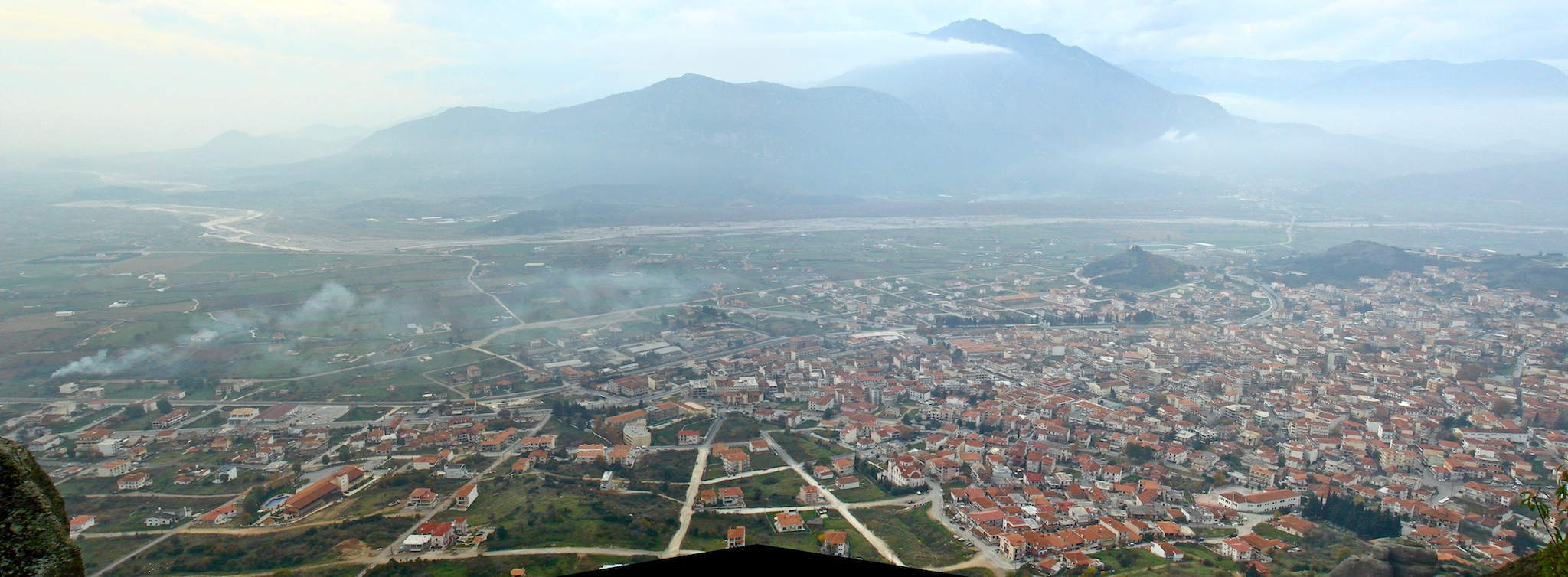